# Idaea deitanaria
Idaea deitanaria is een vlinder uit de familie spanners (Geometridae). De wetenschappelijke naam is voor het eerst geldig gepubliceerd in 1977 door Reisser & Weisert.
De soort komt voor in Europa.